# Bára Basiková

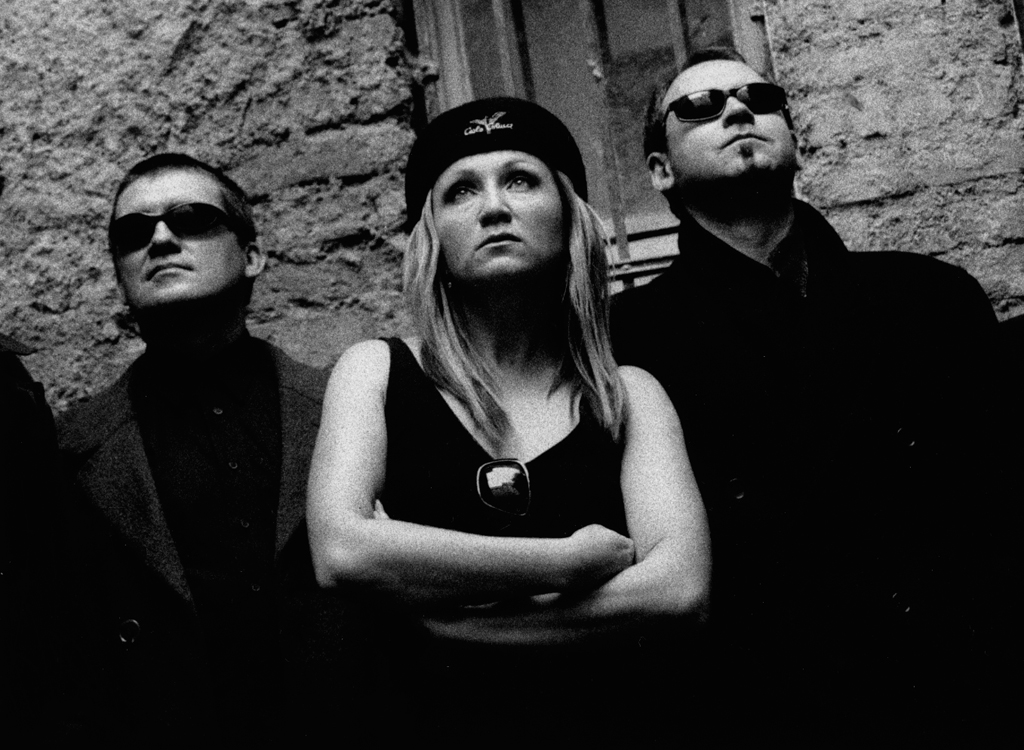
Tereza z Davle: Bára Basiková a Precedens

Barbora „Bára“ Basiková (* 17. února 1963 Praha) je česká zpěvačka.

## Život
V 80. letech začala zpívat se skupinou Martina Němce Precedens, se kterou vydala i svou první desku Doba ledová. Z té doby pochází hity jako např. „Dívčí válka“, „Už se za zlým jejím stínem“ nebo „Doba ledová“. V tomtéž roce vyšlo dvojalbum skupiny Stromboli Michala Pavlíčka, na kterém se Basiková sešla ještě např. s Vilémem Čokem. Spolupráce Basikové a Pavlíčka přinesla např. hit „Villa Ada“.
Basiková se objevila i na dalším albu Shutdown z roku 1989, které byla natočeno v angličtině. Roku 1988 vyšlo druhé elpíčko Precedensu s názvem Věž z písku. To ale na rozdíl od debutu Doba ledová nebylo postaveno pouze na vokálech Basikové, stejně jako i třetí deska Pompeje.
V roce 1991 vyšlo první sólové album pod prostým názvem Bára Basiková, na kterém se sešlo mnoho muzikantů, např. David Koller, Lešek Semelka nebo Michal Pavlíček, kteří přispěli i autorsky. Deska přinesla hit „Souměrná“. V tomtéž roce se fanoušci Precedensu dočkali vydání archivních nahrávek této skupiny z 80. let, na nichž se s Basikovou podílel Jan Sahara Hedl, spoluzakladatel Precedensu.
Na počátku 90. let byla založena skupina Basic Beat, kterou vedl Martin Němec z Precedensu. Ta Basikovou doprovodila i na následujícím albu Viktorie královská, minidesce 60tá a koncertu Bára Best Basic Beat Live, který plodnou spolupráci zakončil. Z tohoto období pochází úspěšný singl „Soumrak Bohů“ nebo předělávky typu „Bossa Nova“ či „Pane, vy jste vdova“.
V roce 1996 přichystala Basiková překvapení v podobě temného a syrově rockového alba Lhát se musí, k němuž napsala i většinu textů. Ale úspěchu předchozích alb nedosáhlo.
Po dvou letech přišel na trh projekt Gregoriana s latinskými texty a v rádiích zabodovala především píseň „Veni Domine“. O rok později Basiková přichystala pokračování s názvem Nová Gregoriana, kde vsadila už i na české texty, kterými přispěl např. Lou Fanánek Hagen.
Od roku 1994 se Basiková počínaje Jesus Christ Superstar začala věnovat muzikálům a účinkovala mj. ještě v Rusalce, Kleopatře nebo Johance z Arku.
K Precedensu a písničkám Martina Němce se znovu vrátila až v roce 2005 a přichystali společně album Aurora. V roce 2012 oslavila skupina 30 let vydáním výběrového alba Precedens – 30 let. Uskutečnily se také exkluzivní koncerty v Brně, Karlových Varech a Praze (v Paláci Akropolis, záznam natáčela Česká televize).
V prezidentské volbě 2013 výrazně podporovala kandidaturu Karla Schwarzenberga, po jeho porážce rozeslala přátelům následující SMS: „Milí přátelé a kamarádi. Nemám facebook, tak vám posílám sms. Dnešní tragickou událost jsem obrečela, je mi strašně. Nechci tady žít a vychovávat svoje dítě. Objevila jsem lásku a pochopení v jiné zemi, a pokud to bude jen trochu možné, odjedu tam. Navždy. S láskou vaše Bára Basiková“.
Dne 6. září 2013 vydala po dvanácti letech nové sólové album nazvané Belleville.
Koncert připomínající 30 let skupiny Stromboli doprovodil koncert v pražské O2 Areně 4. 12. 2014.

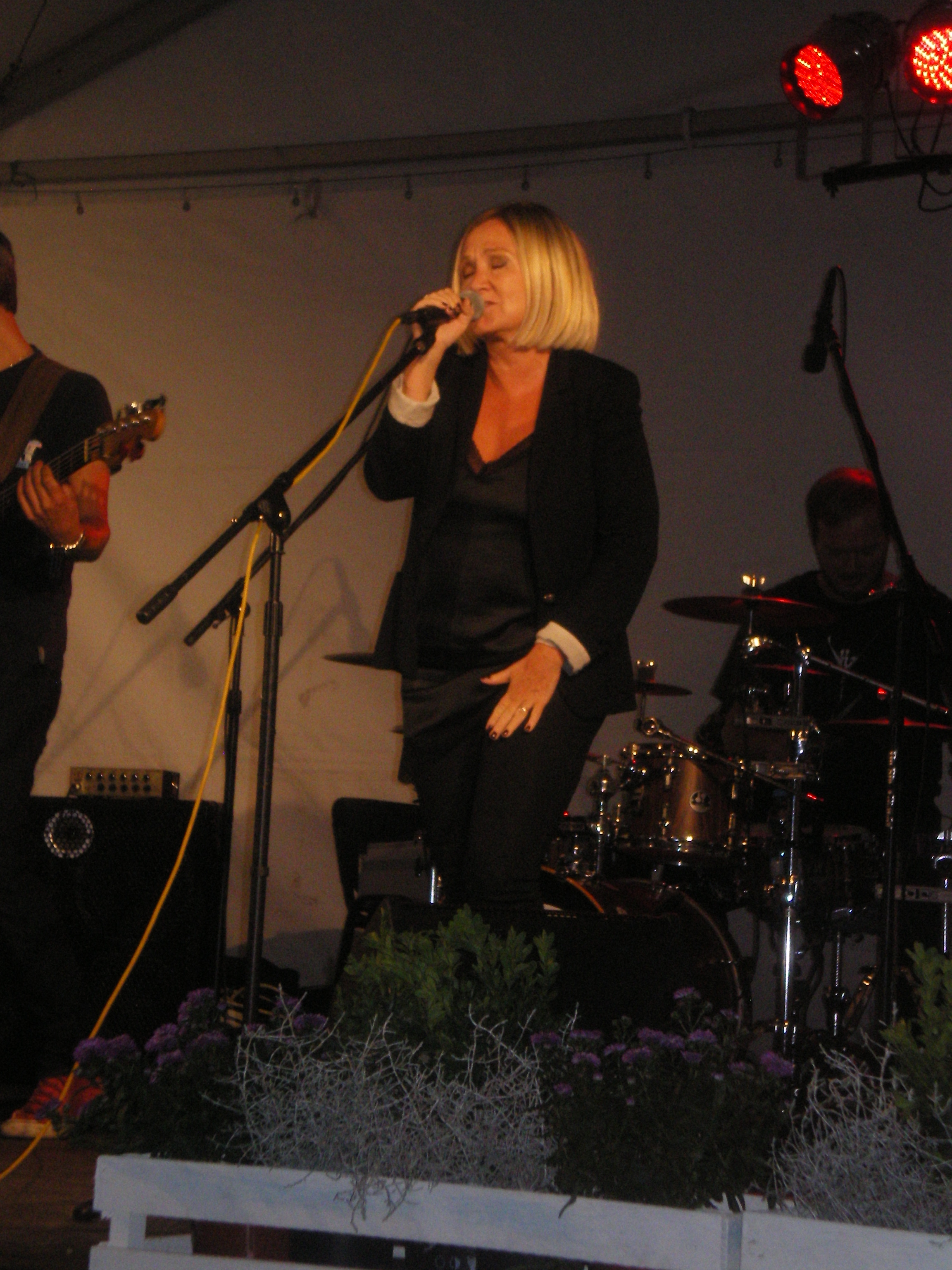
2017

Další sólové album s názvem Slzy vyšlo 20. dubna 2018. Křest CD se uskutečnil 21. května 2018 v Národní kavárně, kmotrem se stal Matěj Ruppert.
Bára Basiková produkovala a podílela se dramaturgicky na albu Černá zpěvačky Nadi Válové, na CD nahrály také společný duet Vidíš tu hvězdu? Na desce se autorsky podíleli Michal Horáček, Petr Hapka nebo Ivan Hlas. Album Černá vyšlo 17. května 2019.
Koncertní šňůru se Stromboli v původním složení odzpívala Basiková od července do října 2019 v České republice i na Slovensku.
Nouzový stav vyhlášený vládou 12. března 2020 kvůli pandemii onemocnění covid-19 v Česku znemožnil Báře Basikové uskutečnit naplánované koncerty a vystoupení. Proto začala psát blog s názvem „Když skočíš, já taky...“ (články z blogu vyšly ve stejnojmenné verzi v roce 2021), napsala scénář pro seriál, pomáhala v domově pro seniory a vyučovala soukromě zpěv.
Koncertní turné se skupinou Stromboli, které se mělo uskutečnit v létě 2020, bylo přesunuto na rok 2021.
Bára Basiková se vrátila na pódia po nucené přestávce 25. června 2020 Koncertem pro sto v pražském Divadle Broadway.
V roce 2020 se zúčastnila 7. řady show Tvoje tvář má známý hlas na televizi Nova.

## Diskografie

### Precedens
- Doba ledová (1987)
- Věž z písku (1988)
- Dívčí válka (1988) Pozn.: Best Of
- Pompeje (1990)
- The Best Of (1996) Pozn.: Best Of
- Aurora/Abpopa (2005)
- Precedens – 3x (2007) Pozn.: Remasterované vydání alb Doba ledová, Věž z písku a Pompeje
- Precedens – 30 let (2012) Pozn.: Výběr remasterovaných skladeb

### Stromboli
- Stromboli (1987)
- Shutdown (1989)
- Fiat Lux (2014)
- Stromboli: Koncertní album 2014 | 1997 (2015)

### Basic Beat
- Viktorie královská (1993)
- 60tá (1994)
- Basic Beat Live (1994)

### Sólová alba
- Bára Basiková (1991)
- Responsio Mortifera (Jana z Arku) (1992)
- Yomi, yomi. Pražská jidiš muzika (spolu s Jiřím Helekalem) (1992)
- Dreams Of Sphinx (1993)
- Mountain Of Ages (1995)
- Lhát se musí (1996)
- Gregoriana (1998)
- Nová Gregoriana (1999)
- Tak jinak (2001)
- The Best of Bára Basiková (2002), výběrové album, EMI
- Platinum Collection (30.04.2010), výběrové album na 3CD, EMI
- Belleville (06.09.2013), Supraphon
- Slzy (20.04.2018), Warner Music Czech Republic

### Muzikály
- Jesus Christ Superstar (1994)
- Rusalka muzikál (1998)
- Johanka z Arku (2000)
- Kleopatra (2002)
- Obraz Doriana Graye (2006)
- Dáma s kaméliemi (2007)
- Johanka z Arku (2009)
- Jesus Christ Superstar (2010)
- Kapka medu pro Verunku (2012)
- Notre Dame de Paris (2001, 2012)
- Atlantida (2015)

### Jiné
- Vánoční hvězdy 2 (1998) – písně Vyjdu z Ježíšova stínu, Maria Pia, Luna a slovo a O lidech
- Souznění (1998) – píseň Vzdálený hlas
- Souhvězdí Gott (1999)
- Poetica – duety (Martin Babjak) (1999) – písně Veni Domine, a Láska je biely kôň
- Královny popu v Opeře (2000)
- Lili Marlene – Tango desolato (2008) – píseň Stín

## Knihy
- Rozhovory s útěkem (1990): napsala v 19 letech
- Rozhovor (knižní interview, spoluautor Zdeněk Smíšek, 1999)
- Když skočíš, já taky (2021), rozšířená verze stejnojmenného blogu

## Profesní ocenění
- 1992 → Výroční československé hudební ceny za rok 1991 v kategorii Zpěvačka roku
- 1987 → Zlatý slavík 3. místo kategorie zpěvačky
- 1991 → Český slavík 2. místo kategorie zpěvačky
- 1998 → Český slavík 3. místo kategorie zpěvačky